# Reia Sílvia

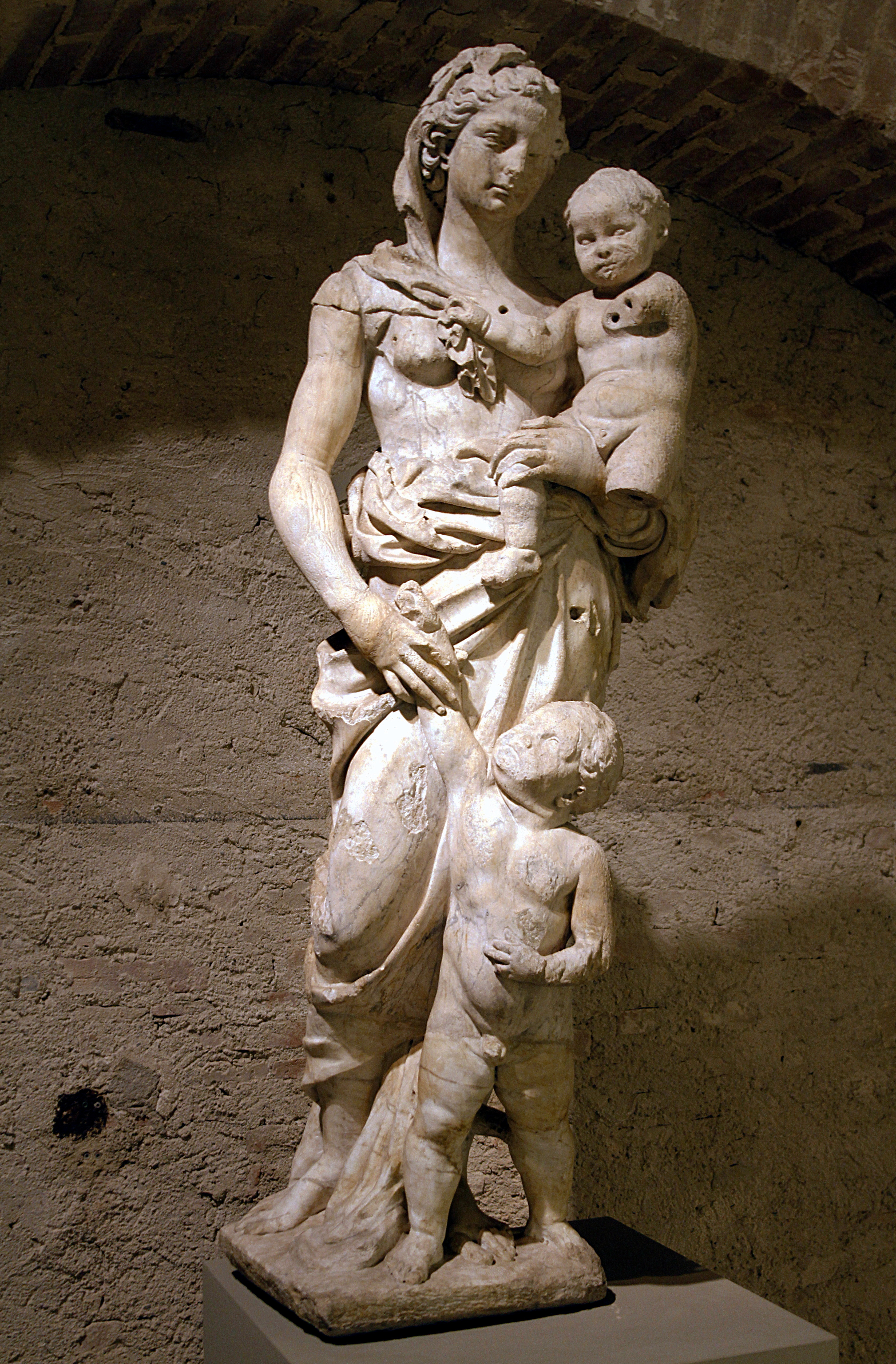
Reia Sílvia de Jacopo della Quercia, originalmente na Fonte Gaia (Siena) e atualmente no museu de Santa Maria della Scalla, na mesma cidade

Reia Sílvia (em latim Rhea Silvia) foi a lendária mãe de Rômulo e Remo, fundadores de Roma. Filha de Numitor, rei de Alba Longa, foi obrigada por seu tio Amúlio, usurpador do trono, a servir como vestal; assim obrigava-a à castidade, impedindo-a de ter filhos que quisessem reconquistar o poder. Entretanto, seduzida por Marte, Reia Silvia deu à luz gêmeos, Rômulo e Remo, que logo após o nascimento foram atirados ao rio Tibre por ordem de Amúlio. O deus fluvial Ânio, segundo algumas versões da lenda, a teria acolhido e esposado. De acordo com outra tradição, depois de ser aprisionada por Amúlio, ela teria sido libertada por Rômulo e Remo.